# Стенкала, Анджей
Анджей Стенкала (пол. Andrzej Stękała; род. 30 июня 1995, Закопане, Польша) — польский прыгун с трамплина.

## Спортивная карьера
Анджей Стенкала дебютировал в международных соревнованиях по прыжкам с трамплина под эгидой ФИС в 18-летнем возрасте: в сезоне 2013/14 он принял участие на 4 этапах Кубка ФИС, дважды попав в топ-30. В 2014 году дебютировал на летнем Континентальном кубке и заработал свои первые кубковые очки, став 16-м на втором его этапе.
В сезоне 2014/15 Стенкала регулярно выступал на этапах Кубка ФИС, где одержал четыре победы, ещё трижды входил в призовую тройку, а по итогам всего сезона стал победителем общего зачёта. 14 марта 2015 года впервые поднялся на пьедестал почёта в рамках соревнований Континентального кубка, став вторым на этапе в Нижнем Тагиле.
Победа 11 декабря 2015 года в первом старте Континентального кубка сезона 2015/16 в Рене и второе место там же спустя два дня позволили Стенкале войти в основную команду Польши для участия в Кубке мира. 19 декабря в дебютном для себя выступлении на этих соревнованиях он занял итоговое 27-е место, заработав тем самым свои первые кубковые баллы. С января 2016 года регулярно стартовал в Кубке мира, показывая, как правило, результаты в третьем десятке; 23 января 2016 года, выступая с Мацеем Котом, Стефаном Хулей и Камилем Стохом за Польшу, стал третьим в командных соревнованиях.
В последующие годы результаты Стенкалы значительно ухудшились: в сезоне 2016/17 он занял лишь 24-е итоговое место в Континентальном кубке, в сезоне 2017/18 свои единственные очки набрал лишь в Кубке ФИС, в сезоне 2018/19 несколько раз попадал в десятку лучших на этапах Континентального кубка, дважды став вторым на последних стартах, прошедших в Чайковском.
Перед началом сезона 2020/21 поляк вновь завоевал право участвовать в розыгрыше Кубка мира. С Петром Жилой, Камилем Стохом и Давидом Кубацким он дважды — 16 января в Закопане и 23 января в Лахти — стал серебряным призёром в командных соревнованиях, а 13 февраля завоевал первую личную медаль в рамках Кубка мира — «серебро» этапа, перенесённого из китайского Чжанцзякоу в Закопане.
В декабре 2020 года принял участие в чемпионате мира по полётам на лыжах, где занял 10-е место. В феврале—марте 2021 года на дебютном для себя чемпионате мира стал 30-м в прыжках с нормального трамплина и 21-м — с большого трамплина, а также вместе с Петром Жилой, Камилем Стохом и Давидом Кубацким завоевал «бронзу» в командном соревновании.

## Результаты

### Чемпионаты мира по лыжным видам спорта
| Чемпионат мира  | НТ Инд. соревнования | БТ Инд. соревнования | БТ Ком. соревнования | НТ Микст |
| --------------- | -------------------- | -------------------- | -------------------- | -------- |
| 2021 Оберстдорф | 30                   | 21                   | 3                    | —        |

### Чемпионаты мира по полётам на лыжах
| Чемпионат мира | Инд. соревнования | Ком. соревнования |
| -------------- | ----------------- | ----------------- |
| 2020 Планица   | 10                | 3                 |

### Кубок мира по прыжкам с трамплина
Результаты сезонов
| Сезон | Возраст | Общий зачёт | Зачёт полётов на лыжах | Турне четырёх трамплинов |
| ----- | ------- | ----------- | ---------------------- | ------------------------ |
| 2016  | 20      | 34          | 31                     | 51                       |
| 2019  | 23      | н/п         | —                      | —                        |
| 2020  | 24      | н/п         | —                      | —                        |
| 2021  | 25      | 16          | 17                     | 6                        |

Подиумы
- 1 личный подиум

| № | Сезон   | Дата            | Место проведения | Дисциплина                 | Место |
| - | ------- | --------------- | ---------------- | -------------------------- | ----- |
| 1 | 2020/21 | 13 февраля 2021 | Закопане, Польша | БТ 140 м Инд. соревнования | 2     |

- 3 командных подиума

| № | Сезон   | Дата           | Место проведения | Дисциплина                 | Партнёры по команде                    | Место |
| - | ------- | -------------- | ---------------- | -------------------------- | -------------------------------------- | ----- |
| 1 | 2015/16 | 23 января 2016 | Закопане, Польша | БТ 134 м Ком. соревнования | Мацей Кот, Стефан Хуля, Камиль Стох    | 3     |
| 2 | 2020/21 | 16 января 2021 | Закопане, Польша | БТ 140 м Ком. соревнования | Пётр Жила, Камиль Стох, Давид Кубацкий | 2     |
| 3 | 2020/21 | 23 января 2021 | Лахти, Финляндия | БТ 130 м Ком. соревнования | Пётр Жила, Камиль Стох, Давид Кубацкий | 2     |